# 박성진 (프로게이머)
박성진(1989년 12월 11일 ~ )은 대한민국의 전직 스타크래프트, 스타크래프트 II 프로게이머, 프로게임단 코치이다. 종족은 테란이며, 아이디는 trOt이다.
2008년 하반기 드래프트에서 SK텔레콤 T1의 4차 지명으로 입단하였다. 이후 2010년 은퇴하였고 SK텔레콤 T1의 2군 코치를 담당했다.
2012년부터 2013년까지 이블 지니어스의 플레잉코치로 활동했으며 2014년 CJ 엔투스의 코치로 영입되어 활동했다.

## 주요 기록

### 선수 기록
- 2008년 제38회 스타크래프트 준프로게이머 선발전 입상
- 2014년 IEM Season VIII - Sao Paulo 16강

### 코치 기록
- 2014년 SK텔레콤 스타크래프트 II 프로리그 2014 2라운드 3위
- 2014년 SK텔레콤 스타크래프트 II 프로리그 2014 3라운드 준우승
- 2014년 SK텔레콤 스타크래프트 II 프로리그 2014 4라운드 3위
- 2014년 SK텔레콤 스타크래프트 II 프로리그 2014 통합 공동 3위